# Модерна грчка уметност
Модерна грчка уметност је уметност из периода између настанка нове независне грчке државе и 20. века. Како је континентална Грчка била под отоманском влашћу цела четири века, није била део ренесансе и уметничких покрета који су уследили у западној Европи. Међутим, грчка острва као што је Крит, а посебно Јонска острва била су дуго времена под влашћу Венеције или других европских сила и тако су могла боље да асимилирају радикалне уметничке промене које су се дешавале у Европи током 14. до 18. века.
Критска школа и посебно Хептанска школа (Школа седам јонских острва) уметности су два важна уметничка покрета у Грчкој која су пратила паралелне путеве ка западној Европи.
Може се рећи да је модерна грчка уметност била претежно обликована посебним друштвено-економским условима Грчке, великом грчком дијаспором широм Европе и новом грчком друштвеном елитом, као и спољашњим уметничким утицајима, претежно из Немачке и Француске.

## Скулптура и сликарство

### 19. век
Минхенска школа
Модерна грчка уметност почела је да се развија око времена романтизма. Грчки уметници су апсорбовали многе елементе од својих европских колега, што је резултирало кулминацијом препознатљивог стила грчке романтичне уметности, инспирисане револуционарним идеалима, као и географијом и историјом земље. После векова отоманске владавине, у новој независној Грчкој је постојало мало могућности за образовање у уметности, тако да је студирање у иностранству било императив за уметнике. Минхен, као важан међународни центар уметности у то време, био је место где је већина грчких уметника 19. века изабрала да студира. У минхенској школи, коју је водио Карл фон Пилоти, предавала се права фреска за зидно сликарство на свежем влажном кречном малтеру. Током овог периода велики део уметности је био емоционалног и театралног тона. Најистакнутије теме минхенске школе биле су урбани живот, сеоски живот, мртва природа и пејзаж. 
Касније су се уметници враћали у Грчку и преносили своја знања. Неки од њих су остали у Минхену, такозваној Атини на Изару. И академске и личне везе развиле су се између раних грчких сликара и минхенске уметности, што је довело до грчке „минхенске школе“ сликарства. Николаос Гизис је био важан наставник и уметник на Минхенској академији и убрзо је постао водећа личност међу грчким уметницима. Академизам, реализам, жанровско сликарство, портрет више средње класе, мртва природа и пејзажно сликарство, који често представљају импресионистичке карактеристике, биће замењени крајем 19. века симболизмом, југендстилом, сецесијом, који се углавном прате у стваралаштву Николаоса Гизиса, Аристеја и других. Модернизам раног 20. века такође представљају значајни грчки уметници у Минхену. Многи од ових уметника Минхенске школе бирали су теме као што су свакодневни грчки живот, локални обичаји и услови живота. У то време појавило се неколико значајних сликара. Теодорос Вризакис се специјализовао за историјско сликарство и посебно инспирисан Грчким ратом за независност 1821. Никифор Литрас се концентрисао на реалистичне приказе грчког живота. Георгиос Јакобидес је посветио своју пажњу деци и касније ће постати први директор нове Националне галерије Атине. Георгиос Роилос је био још један водећи сликар тог периода блиско повезан са Минхенском школом, посебно у његовој раној каријери. Константинос Воланакис је био инспирисан највише грчким морем.
Други уметници повезани са Минхенском школом били су Симеон Сабидес, Јанулис Халепас, Леонидас Дросис, као и доста модернистичких уметника који су студирали у Минхену, међу којима су Теофрастос Триантафилидис, Јоргос Бусијанис, као и Ђорђо де Кирико.
Значајни вајари новог грчког краљевства били су Леонида Дросис (његово главно дело је био обимни неокласични архитектонски орнамент на Атинској академији), Лазарос Сохос, Георгиос Виталис, Димитриос Филипотис, Јоанис Косос, Јанулис Халепас и Лазарос Фиталис.
Париска школа
Неколико грчких сликара студирало је у Паризу. Упркос томе што су боравили у француској престоници и следили смернице Француске уметничке академије, они су увек имали своја сопствена тумачења. Јакоб Ризос се бавио приказивањем женске грациозности, Теодорос Ралис - сценама са православног истока и Николаос Ксидијас Типалдос - портретом, мртвом природом и жанровским сликарством. Током овог периода у Паризу се развио авангардни импресионистички покрет, али је већина грчких сликара остала верна правилима својих учитеља са само неким магловитим помацима у правцу овог покрета. Први грчки импресиониста био је Перикле Пантазис који се после Париза настанио у Белгији и постао део авангардне групе Circle de la pâte.
Теме - уметнички прикази
Многи грчки уметници овог периода такође су се ослањали на Ел Греков стил за инспирацију, посебно када су стварали уметност засновану на религиозним темама. Ово је повезано са идејом да се модерна секуларна грчка уметност тог периода позива на више класичних стилова, док се религиозна уметност односи на византијску или уметност инспирисану Византијом. Штавише, важну и често пионирску улогу имали су уметници са Јонских острва у 18. и почетком 19. века, који су искористили освајања италијанске ренесансе и барокних атељеа. Како су настојања настављена са новим правцима и циљевима, грчки уметници који су се појавили у свету током првих деценија 19. века поново су повезивали грчку уметност са њеном древном традицијом, као и са захтевима европских атељеа, посебно оних Минхенске школе, са дефинишућим примерима грчке савремене уметности тог периода укључујући дела Теодороса Вризакиса и Никифора Литраса.

### 20. век
Почетком 20. века завладало је пејзажно сликарство и интересовање сликара се окренуло ка проучавању светлости и боје. Зависност Минхена је ослабила и Париз је постао стуб привлачности за уметнике тог периода. Почетком 20. века Деметриос Галанис, Пикасов савременик и пријатељ, постигао је широко признање у Француској и доживотно чланство у француској академији након што га је критичар Андре Малро признао као уметника способног да „потакне емоције моћне попут Ђотових“. Касније је Никос Енгонопулос постигао међународно признање својим надреалистичким схватањима сликарства и поезије, док су се крајем 1960-их Димитрис Митарас и Јанис Психопедис повезивали са европским критичким реализмом. Импресионизам је био изворни утицај на водеће личности уметности прве половине 20. века, Константиноса Партениса и Константиноса Малеаса, док се Никифор Литрас повезивао са авангардним групама Минхена, чинећи последњу познату везу са серијом сликара у великој традицији Минхена у грчкој уметности. Даљи развој ових сликара водио је другим путевима, али увек у оквиру авангардног покрета, мада са грчком димензијом.
Постепено су импресионисти и друге модерне школе повећале свој утицај. Почетком 20. века грчки уметници су се окренули из Минхена у Париз. Интересовање грчких сликара, уметника се мења од историјских представа до грчких пејзажа са нагласком на светлости и бојама које има толико у Грчкој. Представници ове уметничке промене су Константинос Партенис, Константинос Малеас, Никифор Литрас и Георгиос Бузијанис. Константинос Партенис, посебно, уводи историјске, религиозне и митолошке елементе који омогућавају сврставање грчког сликарства у модерну уметност. Исто важи и за пејзаже Константиноса Малеаса и експресионизам Георгиоса Бузијаниса. Период 1930-их је био прекретница за грчке сликаре, са Јанисом Царухисом, Јанисом Моралисом, Никосом Хаџикиријакос-Гикасом, Спиросом Василијуом, Алекосом Контопулосом (увео апстракцију у грчке слике) и Спиросом Папалукасом који су дошли у центар пажње грчке уметности. Ови сликари су углавном настојали да водеће европске токове повежу са грчком традицијом.

## Значајни уметници 20. и 21. века
Друга половина 20. века видела је многе надалеко цењене грчке уметнике као што су Константин Андреу, добитник француске Легије части, Тодорос Пападимитрију, међународно признати вајар. Ђорђо де Кирико је био утицајни грчко-италијански сликар пре надреализма који је основао метафизичку уметност. Јанис Кунелис спада међу пионире уметничког покрета уметности повера. Електрос ака Б. Векрис, кинетички уметник и вајар, најпознатији је уметник који ради са светлом, звуком и покретом. Теодорос Стамос је био познати сликар апстрактног ексесионизма. Такис, Криса и Константин Ксенакис су међународно признати уметници кинетичке скулптуре. Други значајни грчки уметници су Хермон ди Ђовано, Варотсос, Димитрис Митарас, Спирос Василиу, Алекос Фасијанос, Теохарис Морес, Димитрис Кукос, Никос Стратакис, Стивен Антонакос, Костас Тсоклис, Никос Хаџикиријакосикос-Гикас, Ангелика Коровеси и Јанис Меланитис.

## Галерија
- Константинос Воланакис, Усидрени чамци
- Јоанис Алтамоурас, Лука Копенхаген
- Колокотронисова статуа Лазара Сохоса
- Бакино омиљено од Георгиоса Јакобидеса
- Монах Николаоса Гизиса
- Теофило Хаџимихаил, Симпозијум царице Евдоксије
- Теодорос Вризакис, Месологијев налет
- Статуа Сократа Леонидаса Дросиса
- Теодор Рали, Прислушкивање
- Никифор Литра, Антигона пред мртвим Полиником
- Статуа Андреаса Миаулиса, Хермуполис, Сирос. Рад Георгиоса Бонаноса
- Николаос Литрас, Сламнати шешир .
- "Кишобрани" Зонголопулоса у Солуну